# 4-AHCP
2-аміно-3-(3-гідроксі-7,8-дігідро-6Н-циклогепта[d]ізоксазол-4-іл) пропіонова кислота (2-amino-3-(3-hydroxy-7,8-dihydro-6H-cyclohepta[d]isoxazol-4-yl)propionic acid, 4-АНСР) — високоактивний інгібітор АМРА- та каїнатних глутаматних рецепторів; найбільшу активність виявляє на субодиниці GluR5 (GluK1), що входить до складу каїнатних рецепторів: ЕС50=0,13μM; меншу — на субодиницях GluR1, GluR3 та GluR4, що входять до складу АМРА-рецепторів.